# PC Plus
PC Plus — британский журнал о компьютерах, выходивший ежемесячно с 1986 по 2012 год. Целевой аудиторией журнала были пользователи IBM PC-совместимых компьютеров среднего и высокого уровня, профессионалы и энтузиасты.
Главным редактором журнала был Мартин Купер.
Последний номер PC Plus вышел в октябре 2012 года.
Future plc больше не издаёт PC Plus, как печатное издание, но интернет-домен всё ещё доступен и управляется материнским брендом TechRadar.com.